# Ferdinand Dannmeyer
Ferdinand Dannmeyer (* 26. August 1880 in Kiel; † 13. November 1959 in Hamburg-Groß Borstel) war ein deutscher Meteorologe.

## Leben

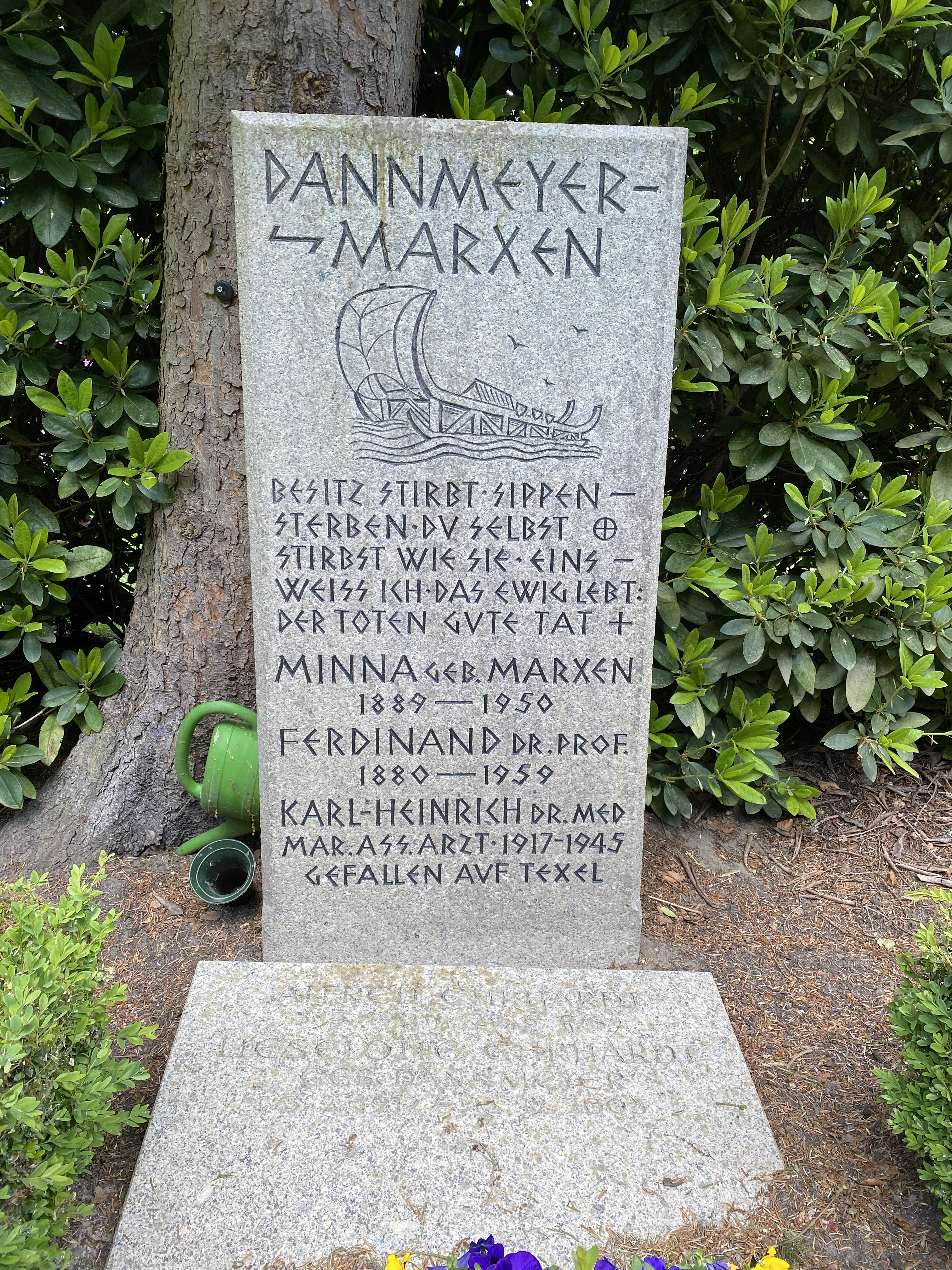
Grabstätte auf dem Friedhof Ohlsdorf

Ferdinand Dannmeyer studierte in Kiel bei Paul Stäckel und schrieb 1904 seine Dissertation Die Oberflächen- und Volumenberechnung für den Lobatschefskij’schen Raum mit besonderer Berücksichtigung der Rotationskörper und Polyeder.
Im Ersten Weltkrieg war er Artillerist in Flandern.
Danach gründete er das Institut für physikalisch-biologische Lichtforschung e. V. zur Erforschung der Lichtwirkungen auf den Menschen, besonders des noch wenig bekannten UV-Lichts. Dort entwickelte der Physiker Franz Skaupy (1882–1969) von der Auergesellschaft die erste Vitalux-Lampe, eine Glühlampe mit UV-durchlässigem Glaskolben als milder Dorno-Strahler (UV-B).
Um 1920 bis 1922 untersuchte er die Sichtverhältnisse auf See. Die Dunstfahnen der Großstädte konnte er noch 100 km weit in Lee verfolgen.
Auf seine Anregung hin untersuchte sein Mitarbeiter Joachim Schubert in Afrika die UV-Intensität der Sonne und entdeckte dabei Ozonlöcher.
Hans Ulrich Roll unterstützte er bei dessen langjährigen Forschungen über die Entstehung der Meereswellen durch Windwirkung und stellte das Institutshaus auf Neuwerk zur Verfügung.
1926 unternahm er seine erste Island-Reise. Er machte akustische Tiefenmessungen bis 1500 m Tiefe. Auf Island entdeckte er auch, dass die UV-Strahlung des arktischen Himmels vielfach stärker ist als in seiner Heimat – sogar noch nach Sonnenuntergang (Dannmeyer-Phänomen). Als Ursache machte er den Dunst des Golfstroms aus. Bei Messungen der Windgeschwindigkeit in großen Höhen entdeckte er in 8–14 km Höhe den Jetstream.
Zum 1. Mai 1933 trat er der NSDAP bei (Mitgliedsnummer 1.397.030) und schloss sich auch der SA an. Als Logenmitglied wurde er 1936 aus der Partei ausgeschlossen.
Seine Tochter Lieselotte heiratete um 1938 den Dokumentarfilmer Alfred Ehrhardt.
1950 gründete er in Hamburg die Gesellschaft der Freunde Islands und wurde 1954 vom isländischen Staatspräsidenten mit dem Großritterkreuz des Falkenordens ausgezeichnet.
Ferdinand Dannmeyer verstarb im Alter von 79 Jahren in Hamburg und wurde auf dem dortigen Friedhof Ohlsdorf beigesetzt. Die Grabstätte befindet sich im Planquadrat J 15 nordöstlich von Kapelle 4.

## Veröffentlichungen
- Über Geschicklichkeitsunterricht im Anschluss an die Physik; 1909
- Seelotsen-, Leucht- und Rettungswesen: ein Beitrag zur Charakteristik der Nordsee und Niederelbe; 1911
- Physik für höhere Mädchenschulen, Lyzeen und Studienanstalten; 1912
- Der Arbeitsdiamant: Bemerkungen über seine industrielle Bewertung; 1928
- mit Ludwig Gmelin: Die deutsche Islandexpedition, 1927: [Strahlungsbiolog. Expedition] ; 1929
- Grundlegende Untersuchungen an Glühlampen mit ultravilolettdurchlässigem Glase: Mitteilung aus d. Lichtforschungsinstitut d. Allg. Krankenhauses Hamburg-Eppendorf, u. d. Studienges. für Elektr. Beleuchtung, Berlin; 1929
- Großstadtsonne und Ultraviolett-Glühlampe; 1929
- mit Alfred Rüttenauer: Die Osram-Vitalux-Lampe; um 1929
- Physikalisch-chemische Studien am Blute Karzinomatöser; 1932
- Ein Turm und seine Insel – Monographie der Nordseeinsel Neuwerk Cuxhaven 1952. (Mitherausgeber Erich von Lehe und Heinrich Rüther. Fotos Alfred Ehrhardt)
- Aus August Kösters Lebenslauf; 1952